# Úvalno (przystanek kolejowy)
Úvalno – przystanek kolejowy w Úvalnie, w kraju morawsko-śląskim, w Czechach. Znajduje się na wysokości 295 m n.p.m. i leży na linii kolejowej nr 310.